# Héctor Camacho
Héctor Camacho Matías mais conhecido como Héctor "Macho" Camacho (Bayamón, 24 de maio de 1962 – San Juan, 24 de novembro de 2012) foi um pugilista porto-riquenho.

## Carreira
Camacho obteve quatro títulos de campeão em sua longa carreira: pelo CMB o super-pena em 1983, leve em 1985 e pela OMB na categoria médio-ligeiro em 1989 e 1991. Era extravagante e extremamente veloz. Um de seus filhos, Héctor Camacho Junior, também é pugilista.
Faleceu em 24 de novembro de 2012 após um parada cardiorrespiratória. Baleado na face por desconhecidos, já havia tido a morte cerebral declarada dois dias antes.